# Nabarangpur
Nabarangpur (in lingua oriya: ନବରଙ୍ଗପୁର) è una suddivisione dell'India, classificata come municipality, di 27.975 abitanti, capoluogo del distretto di Nabarangpur, nello stato federato dell'Orissa. In base al numero di abitanti la città rientra nella classe III (da 20.000 a 49.999 persone).

## Geografia fisica
La città è situata a 19° 13' 60 N e 82° 32' 60 E e ha un'altitudine di 556 m s.l.m..

## Società

### Evoluzione demografica
Al censimento del 2001 la popolazione di Nabarangpur assommava a 27.975 persone, delle quali 14.726 maschi e 13.249 femmine. I bambini di età inferiore o uguale ai sei anni assommavano a 3.303, dei quali 1.672 maschi e 1.631 femmine. Infine, coloro che erano in grado di saper almeno leggere e scrivere erano 18.782, dei quali 10.586 maschi e 8.196 femmine.